# Türk Sándorné
Türk Sándorné, Stern Fanny (Szlanica, 1867. április 24. – 1934 után) író, fényképész.

## Élete
1873-tól 1877-ig a námesztói elemi iskolába járt, 1877-től 1882-ig a budapesti V. kerületi leányiskolábán végezte tanulmányait. 1882-ben a budai állami tanítónőképzőbe vétetett fel, ahol két évi tanfolyamot végzett. 1884-ben Stern József földbirtokos gyermekeinél nyert nevelőnői alkalmazást. Innét 1886-ban Szabolcs megyébe került Grossmann gazdálkodó családjához, majd 1888-tól a Szepes vármegyei Mnisekben Krausz Hermann gyermekeit tanította a magyar nyelvre. 1890-ben férjhez ment Türk Sándor szikszói lakoshoz. Férje 1907. április 28-án meghalt és ettől fogva ennek mesterségét, a fényképészetet önállóan folytatta Szikszón. 1897-ben kezdett a kassai Felsőmagyarországba és a miskolci lapokba írogatni. 1909-ben részt vett egy gyermekmenhelyi telepfelügyelőnőket képző tanfolyamon, melynek vizsgáját kitűnő eredménnyel tette le, ezután Szikszóra nevezték ki ebben a minőségben. 1934-ben a belügyminiszter Türk Sándorné budapesti magyar királyi állami gyermekmenhelyi ellenőrző telepfelügyelőnőnek a gyermekvédelem szolgálatában eltöltött 25 évi munkásságáért elismerését és köszönetét nyilvánította.
Cikke a Miskolci Naplóban (1904. 106. sz. Emlékezés Jókaira).

## Munkái
1. Egy mama könyve. Rajzok a gyermekéletből. Miskolcz, 1904.
2. Árvamegyei emlékek és egyéb történetek.
3. Egy kisfiú elindul... A telepfelügyelőnői intézmény első negyedszázada. Budapest, 1935. Ágoston-kiadás.[5] (Ebben a művében gyermek- menhelyek és a gondozásra kiadott gyermekekre vigyázó telepfelügyelőnők működését ismerteti.)[6]